# در سوگ مسیح (مانتنیا)
در سوگ مسیح (به انگلیسی: Lamentation of Christ) یا سوگواری بر پیکر مسیح (Lamentation over the Dead Christ)، نام یک نقاشی از نقاش ایتالیایی، آندره‌آ مانتنیا است که زمان کامل شدن آن بین سال‌های ۱۴۷۵ تا ۱۵۰۱ میلادی بوده‌است. این نقاشی، پیکر بی‌جان عیسی مسیح را بر لوحی مرمرین نشان می‌دهد که مریم مقدس و یوحنا بر آن گریه می‌کنند.
موضوع سوگواری بر پیکر مسیح یکی از موضوع‌های مورد علاقهٔ هنرمندان دورهٔ رنسانس بوده‌است اگرچه رویکرد نقاش در این اثر تا حدودی برای آن زمان یک نوآوری به حساب می‌آمده‌است. در بیشتر نقاشی‌های آن زمان، افراد به سوگ‌نشسته با پیکر تماس بیشتری دارند. تضاد بالای روشنایی‌ها و سایه‌ها به عمق احساسات اثر بیشتری می‌دهد. واقع‌گرایی و غم موجود در صحنه با ژرفانمایی، تصویر پیکر در حالت خوابیده و تأکید بر جزئیات بدن افزایش یافته‌است.

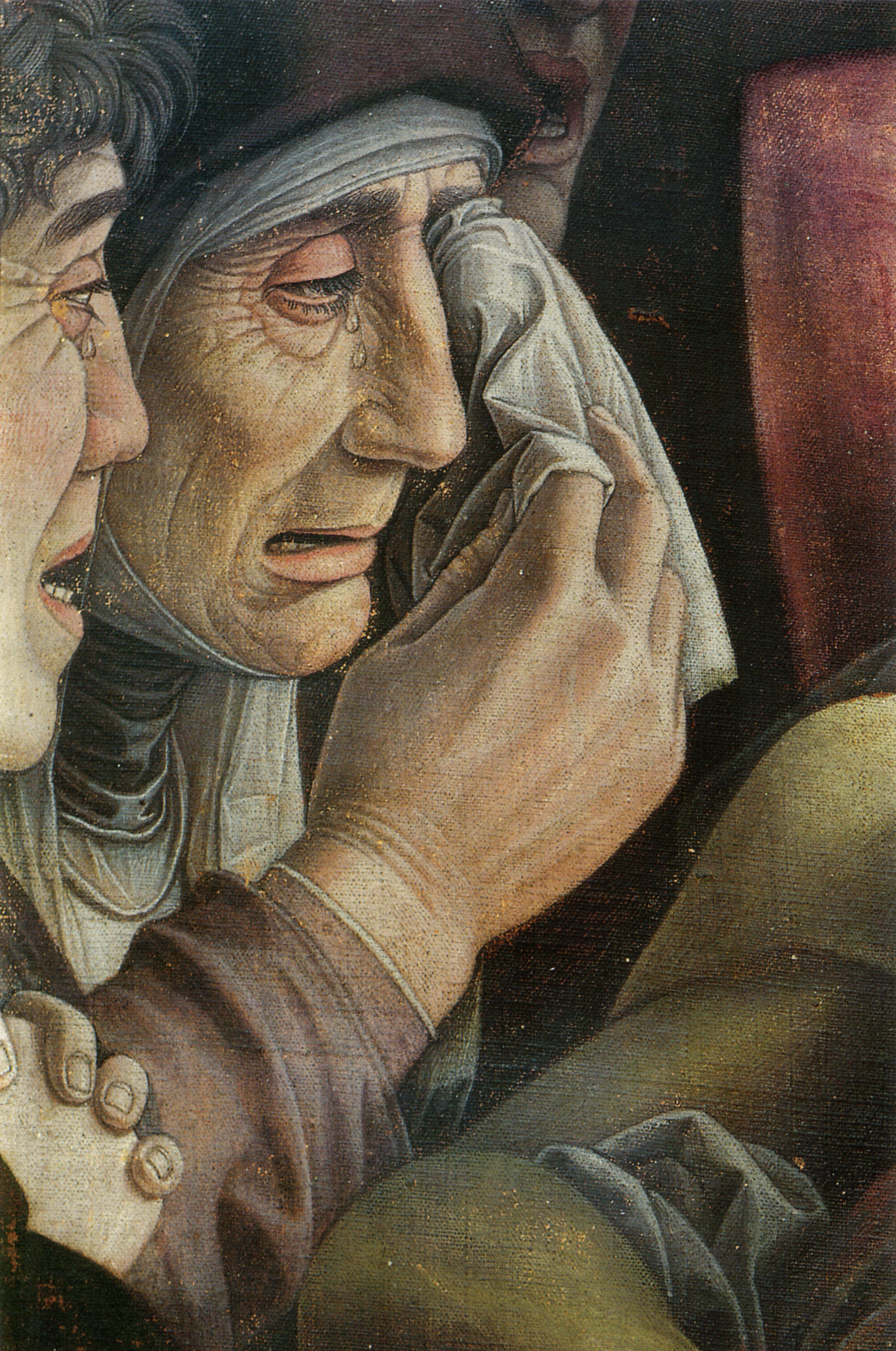
بزرگنمایی از چهرهٔ مریم و یوحنا در حال گریه بر پیکر مسیح.

از این نقاشی در مثال‌های درسی آموزش حرفه‌ای پرسپکتیو استفاده می‌شود. در نگاه اول به نظر می‌رسد که نقاش پرسپکتیو را به دقت نمایش داده اما با بررسی آن می‌توان متوجه شد که نقاش اندازهٔ پاهای پیکر را کوتاه‌تر از حد معمول کرده‌است تا در تصویر کمتر به چشم آید.
پیکر مسیح در این نقاشی رنگ‌پریده است، سرش به کناری افتاده و چنان به تصویر کشیده شده که گویی پیکر یک انسان عادی است اما با این حال تقدس را نمایان می‌سازد و در یک کلام بیان عبارت اینک انسان است.